# Thisbe Lindhorst
Thisbe Kerstin Lindhorst (* 19. November 1962 in München) ist eine deutsche Chemikerin und Biochemikerin und Professorin für Organische und Biologische Chemie an der Christian-Albrechts-Universität Kiel am Otto-Diels-Institut für Organische Chemie.

## Leben

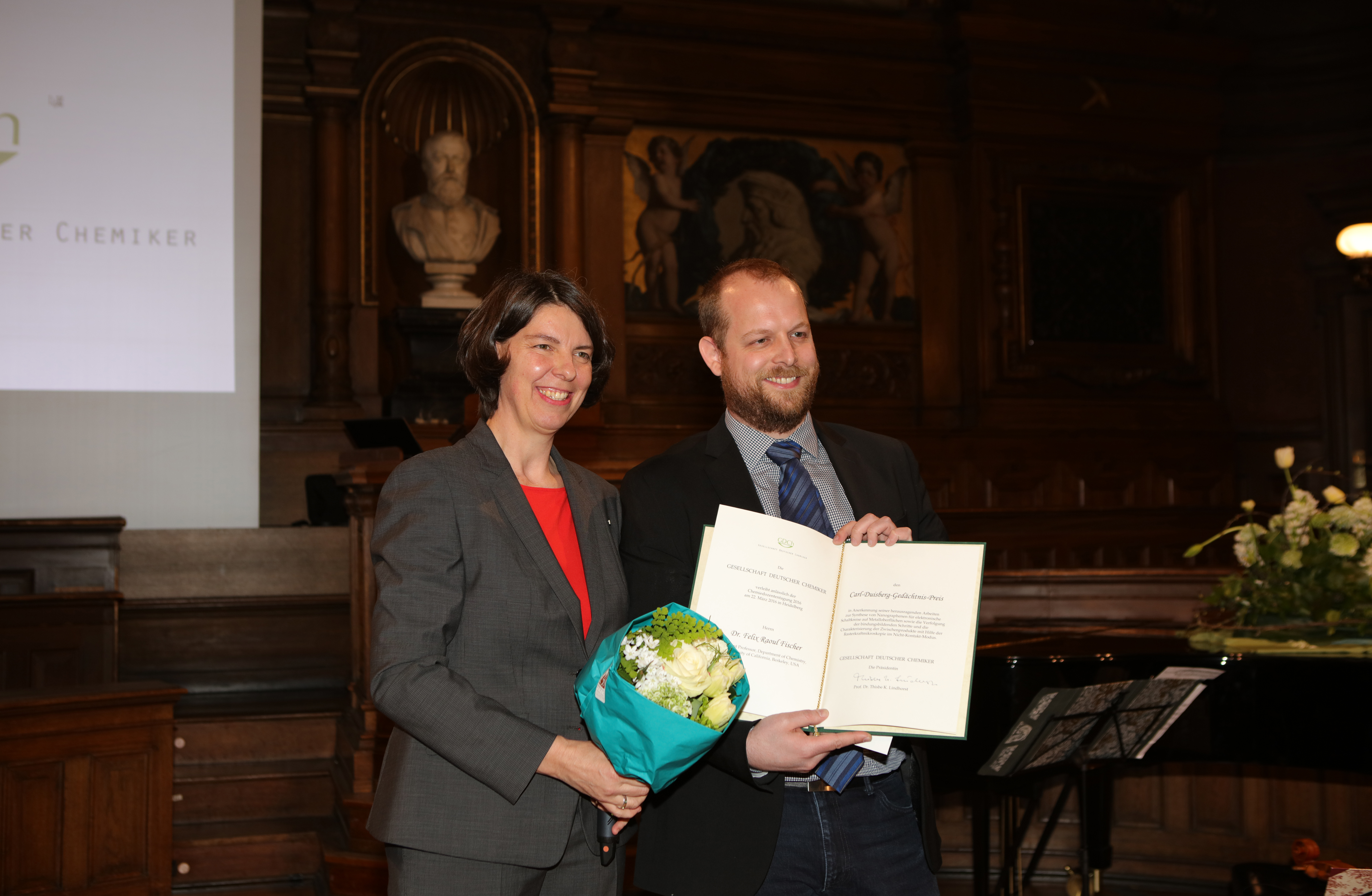
Thisbe Lindhorst (links) verleiht als Präsidentin der GDCh den Carl-Duisberg-Gedächtnispreis an Felix Raoul Fischer (rechts)

Thisbe Lindhorst studierte ab 1981 Chemie an der Ludwig-Maximilians-Universität München und an der Westfälischen Wilhelms-Universität Münster (mit zusätzlichem Hauptfach Biochemie), an der sie 1988 bei Joachim Thiem ihr Diplom erhalten hatte. Sie folgte Thiem 1988 nach Hamburg und wurde bei ihm 1991 promoviert („Die Synthese von L-Fucose-Derivaten als potentielle Inhibitoren und Modulatoren des GDP-β-L-Fucose-Stoffwechsels“). Als Post-Doktorandin war sie an der University of British Columbia bei Stephen G. Withers und forschte über Enzyme. Ab 1993 war sie wieder an der Universität Hamburg und habilitierte 1998 in Organischer Chemie über Kohlenhydrate und Dendrimere mit einem DFG-Stipendium. 2000 wurde sie Professorin in Kiel.
Sie befasste sich mit Synthese von Kohlenhydrat-Dendrimeren, Glykoproteinen (Glykokonjugate) und ihren biologischen Funktionen und  der Glykokalyx.
Im Jahr 1998 erhielt sie den Chemie-Preis der Akademie der Wissenschaften zu Göttingen und den Förderpreis der Karl-Ziegler-Stiftung und 2000 den Carl-Duisberg-Gedächtnispreis. Sie war zu Forschungsaufenthalten an den Universitäten in Ottawa und Orléans. 2008 bis 2011 war sie stellvertretende Vorsitzende der Liebig-Vereinigung für Organische Chemie. Sie ist seit 2013 Mitglied im Hochschulrat der Universität Bielefeld und ist im Wissenschaftlichen Beirat des Leibniz-Instituts für Pflanzenbiochemie in Halle, im Fachbeirat des Max-Planck-Instituts für Kolloid- und Grenzflächenforschung und im Kuratorium der Karl Heinz Beckurts-Stiftung. Sie ist im Kuratorium der Zeitschrift Nachrichten aus der Chemie.
Sie war ab 2015 stellvertretende Präsidentin der Gesellschaft Deutscher Chemiker und war für 2016/17 deren Präsidentin. Im Dezember 2017 wurde Lindhorst für ihre Verdienste eine Honorary Fellowship der britischen Royal Society of Chemistry verliehen.
Sie hat zwei Kinder.

## Schriften
- Struktur und Funktion von Kohlenhydraten. In: Chemie in unserer Zeit. Band 34, 2000, Nr. 1, S. 38–52.
- Essentials of carbohydrate chemistry and biochemistry, 2. Auflage, Wiley-VCH 2003 (1. Auflage 2000)
- Hrsg. mit Ulf Diederichsen: Bioorganic Chemistry: highlights and new aspects, Wiley-VCH 1999
- Hrsg.: Glycoscience and microbial adhesion, Topics in Current Chemistry, Springer 2009
- Oligosaccharides and Glycoconjugates in Recognition Processes, in: P. Grundwald (Hrsg.), Handbook of Carbohydrate-Modifying Biocatalysts, Pan Stanford Publishing Ltd., 2016, 2. Auflage, S. 147–215
- mit Guillaume Depraz, Christian Müller: Organizing Multivalency in Carbohydrate Recognition, Chem. Soc. Rev., Band 45, 2016, S. 3275

Sie ist Mitherausgeberin mehrerer Bände von Carbohydrate Chemistry: Chemical and Biological Approaches der Royal Society of Chemistry und Mitherausgeberin von Carbohydrate Research und International Journal of Carbohydrate Chemistry.